# Невенка Рајковић
Невенка Рајковић (Бор, 1. јануар 1949 — Београд, 12. јун 2005) српска је сликарка, послератне генерације, која је на ликовну сцену Србије ступила након дипломирања на сликарском одсеку Факултета ликовних уметности Универзитета у Београду, 1977. године.
Креативно и поетски надарена, пресудно уметнички образована а пре свега свестрана, Невенка је своју ликовност често праћену и писањем песама зачела, развијала и одржавала највећим делом у временском периоду када су се догодиле значајне морфолошке, семантичке и аксиолошлке и друге промене у ликовним уметностима друге половини 20. века, на простору Балкана и шире. Радећи дуго и предано, све до преране смрти 2005. године, она је на својим сликама и цртежима изградила и исказала сопствени свет настао на основама дубоко доживљеног и животно потврђеног личног искуства а све у духу постмодернизма у који је Невенка вешто уносила, познате мотиве, српског фреско живописа прилагођеног савременом ликовном језику.
Невенка Рајковић била је члан УЛУС-а од 1978. године. Имала је статус самосталног уметника. Од 1977. године, била је учесник многобројних ликовних колонија, самосталних и колективних изложби у земљи и иностранству на којима је излагала слике и цртеже.

## Живот и каријера
Невенка Рајковић, девојачко Стеленовић родила се на Нову годину (1. јануара 1949) у Бору, од мајке Наде, девојачко Ковачевић, службенице, у који је мајчина породица Ковачевић избегла за време Другог светског рата из Белишћа код Осијека (у том периоду под управом Независне државе Хрватске), и оца Драгољуба, радио-механичара и помало иноватора из Бора.
Одрастала је у Бору а потом, након развода родитеља када је Невенка имала две године, и Белишћу, код мајчиних родитеља до своје пете године, где је, како је сама говорила, провела најлепше дане детињства, никада не упознавши оца. Када се мајка преудала Невенка се вратила у Бор и наставила живот у новооснованој породици, са мајком, очухом Браниславом и сестром Весном Бојковић
Основну школу и гимназију завршила је у Крушевцу, у који се 1955. године, доселила са родитељима. Током основног школовања активно је учествовала у литерарној секцији и писала песме, које су објављене у бројним часописима за децу и одрасле и збирци песама објављеној 1963. године под називом „Младост“.
Студирала је на Факултету ликовних уметности Универзитета у Београду. Прве две године завршила је у класи професора Милице Стевановић, а када се определила за сликарство наставила је сарадњу са професором Раденком Мишевићем, у чијој класи је и дипломирала 1977. године, као студент генерације. У знак признања добила је престижну награду за сликарство из Фонда „Петар Лубарда“.
Последипломске студије завршила је 1985. године, такође у класи професора Раденка Мишевића, на Факултету ликовних уметности у Београду.
Од 1980. живела је у Београду, а након удаје за крушевачког сликара Зорана Рајковића и рођења сина Матије, преселила се са породицом у Крушевац и запослила као професор на Вишој школи за образовање васпитача у Крушевцу.
После краће болести умрла је 12. јун 2005. у Београду. Сахрањена је у породичној гробници у Крушевцу. Поред супруга Зорана Рајковића, афирмисаног српског сликара, иза себе је оставила и сина, академског сликара Матију Рајковића и велику колекцију слика, од које се нерадо одвајала.

### Невенка као поетеса
Таленат за писање поезије Невенка је исказала врло рано, још у основној школи у Крушевцу. У вишим разредима основне школе активно је учествовала у раду литерарне секције и повремено објављивала песме у бројним часописима за децу и одрасле. Врхунац је достигла објављивањем песама у збирци под називом „Младост“ у издању Клуба народне технике учитељске школе у Крушевцу.
Теме Невенкиних песма су многобројне и разноврсне: дескриптивне, интимне, родољубиве, социјалне. Оне говоре, не само о теми о којој је писала, већ и о Невенки као формираној личности, која је иако јако млада, била у стању да осети проблем, истакне га и покуша да стилским фигурама истакне његов значај.
Писање поезије неће постати њен животни позив, већ сликарство. Али када је Невенка у свом ликовном опусу повремено западала у „емоционалну кризу“, а сликарство као животни позив је „оптерећивало“, она се враћала вођењу дневника и писању песама, које је:
Сматрала својим најинтимнијим тренуцима и никада више их није објављивала.

## Ликовно стваралаштво
Ликовно и песничко стваралаштво Невенке Рајковић једнако опседа већину људских чула, и пружа визуелно и аудитивно задовољење, које код поштовалаца њеног дела захтева ослобађање импулсе несвесног и архетипског, акцију, емоција и чулну сензацију, како би се „Невенкин свет“, настао на основама дубоко лично доживљеног и животно потврђеног искуства, а приказан у духу постмодернизма, са познатим мотивима, са српских фреско живописа прилагођених савременом ликовном језику, схватио и правилно протумачио.
Човек је код Невенке као Бог у свемиру: нигде се не види а свуда је присутан. И што више посматрате те слике и цртеже, то више откривате да су ти предели ваши и чудите се кад их је Невенка баш вама украла и уткала на своја платна. А баш ту, у том сазнању, у том проналажењу себе на квадрату платна, испод зеленог дрвета или на плесњивој патини неке парнасовски оронуле статуе, почиње комуникација сликара и посматрача.
Самосвојан и оригиналан уметнички код Невенке Рајковић, безмало четири деценије, смело се борио са рецентном уметничком праксом Србије у другој половини 20. века. Из те борбе, она је вешто интерпретирајући на својим сликам деценијама представљане класичне елементе Постмодерне, оплемењивала елементима српског Средњовековног сликарства, и тако изашла као „победник“.
Слика је у Невенкином опусу ништа друго до метафизичко огледало суштине и Свет слика саткан од светлости, боја и сна који извире негде из мозаичносвесног и мозаичнонесвесног:, 
Као „нејасан доживљај“ (како то Невенка каже) слаган од давно заборављених слика, мириса и осета и у, синестетичком јединству са појавно реалним, ствара неки свој паралелизам или „чудесни реализам“. Тај условни реализам по фигурацији налик тек Ђорђу де Кирику а по лиричности Милени Павловић Барили ипак је истински оригиналан и самосвојан. Омекшана и оплемењена боја и до немогућег укроћен туш, темељ су овог израза.
Сачињено од ружичасте зоре и једног бестелесног сутона, индивидуално сликарство Невене Рајковић љубитељима сликарства открива метафизичка упоришта и станишта, која се пружају на самом рубу бескраја на чијим се азурним хоризонтима јасно оцртавају фигура човека, његова увек иста судбина и његова вечита запитаност.

## Самосталне изложбе
| Година | Место одржавања и назив изложбе                                                                    |
| ------ | -------------------------------------------------------------------------------------------------- |
| 1977.  | - Уметничка галерија Крушевац                                                                      |
| 1985.  | - Магистарска изложба, ФЛУ Београд - Вараждин (Невенка и Зоран Рајковић)                           |
| 1988.  | - Галерија Коларчевог народног универзитета, Београд - Уметничка галерија, Крушевац                |
| 1998.  | - Народни музеј Лесковац - Атриј музеја, Трогир (Невенка и Зоран Рајковић)                         |
| 1993.  | - Народни музеј – Уметничка галерија, Крушевац - Конгресни центар – Хотел Чигота, Златибор         |
| 1994.  | - Конгресни центар – Хотел Чигота, Златибор                                                        |
| 1998.  | - Народни музеј – Уметничка галерија, Крагујевац - Музеј рудничко-таковског краја, Горњи Милановац |
| 2001.  | - Галерија Огњиште, Пале, Република Српска                                                         |

## Ретроспективне изложбе
| Година | Место одржавања и назив изложбе |
| ------ | --- |
| 2008.  | - Крагујевац, Галерија Народног музеја, слике - Врњачка Бања, Галерија Атељеа Басара – Обрадовић, слике и цртежи - Крушевац, Уметничка галерија – Народни музеј, слике и цртежи |
| 2010.  | - Вршац, Градски музеј, слике и цртежи - Опово, Галерија “Јован Поповић”, слике и цртежи                                                                                        |
| 2011.  | - Ниш, Павиљон на тврђави – ГСЛУ, слике и цртежи |
| 2012.  | - Жалец (Словенија), Савинов ликовни салон – ЗКШТ, слике и цртежи |
| 2014.  | - Пирот, Галерија “Чедомир Крстић”, слике и цртежи |
| 2015.  | - Трстеник, Ликовни салон Дома културе - „Јефимијини дани“ - Београд, Галерија '73, Породица Рајковић, слике.                                                                   |
| 2016.  | - Чачак, Ликовни салон Дома културе, слике и цртежи. |

## Колективне изложбе
| Година | Место одржавања и назив изложбе |
| ------ | --- |
| 1977.  | - Перспективе VI, Београд - Октобарска изложба, Крушевац - Годишња изложба УЛУС-а Западног Поморавља, Крушевац                                                                                            |
| 1978.  | - Пролећна изложба УЛУС-а Београд – Крагујевац - Београд инспирација сликара, Београд - XIX Октобарски салон, Београд - Графика Факултета ликовних уметности у Београду,Уметнички павиљон Цвијета Зузорић |
| 1979.  | - XX Октобарски салон, Београд - Октобарска изложба, Крушевац |
| 1980.  | - XXI Октобарски салон, Београд |
| 1981.  | - Цртежи и мала пластика, Београд - Пролећна изложба УЛУС-а, Београд |
| 1982.  | - XXIII Октобарски салон, Београд - Пролећна изложба УЛУС-а, Београд, – Ниш – Крагујевац |
| 1984.  | - Добитници награде „Петар Лубарда“, Београд - Октобарска изложба, Крушевац |
| 1985.  | - XXVI Октобарски салон, Београд |
| 1987.  | - 1987. Цртежи и мала пластика, Београд |
| 1989.  | - Бој на Косову – шест векова, Крушевац – Београд |
| 1990.  | - XXXI Октобарски салон, Београд |
| 1991.  | - „Цртежи и мала пластика“, Београд |
| 1992.  | - XXXII Октобарски салон, Београд - 30 година излагања у Уметничкој галерији, Крушевац |
| 1996.  | - 9+градова Србије, Крагујевац - Мало анале, пејзаж као повод уметничком делу (по позиву), Чачак - Светски бијенале минијатуре, Торонто, Канада                                                           |
| 1997.  | - Пролећна изложба УЛУА, Алексинац – Београд (Руски дом) |
| 1998.  | - 24. пролећна изложба жена сликара, чланица УЛУС-а и УЛУПУДС-а, Крагујевац - Светски бијенале минијатуре (по позиву), Горњи Милановац - Крушевац, Уметничка галерија, Ликовна колонија Јастребац `98     |
| 2003.  | - Крушевац, Дом синдиката, Галерија „У пролазу“, уметници Крушевца |
| 2004.  | - Горњи Милановац, Модерна галерија, 10. сазив ЛК „Мина Караџић“ - Крушевац, Галерија Крушевачког позоришта, Ротари клуб                                                                                  |
| 2015.  | - Торонто (Канада), Галерија Српске националне академије, Уметници часописа „Људи говоре“ |
| 2016.  | - Крушевац, Уметничка галерија Народног музеја, Природа - урбано, Из уметничке збирке галерије - Београд, Кућа Ђуре Јакшића, Избор из колекције ЛК „Мина Вукомановић Караџић” - Савинац, 1994-2015.       |

## Награде и признања
- 1975. — Награда најбољем студенту за школску 1974/75. ФЛУ, Београд
- 1977. — Награда за сликарство из Фонда „Петар Лубарда“, Београд
- 1977. — Награда на Октобарској изложби, Крушевац
- 1979. — Откупна награда „Југоекспорта“ на Октобарском салону, Београд
- 1980. — Откупна награда „Југоекспорта“ на Октобарском салону, Београд
- 1981. — Награда на годишњој изложби друштва УЛУС-а Западног Поморавља, Краљево
- 1981. — Откупна награда на изложби „Цртеж и мала пластика“, Београд
- 1988. — Откуп СИЗ-а културе на самосталној изложби у галерији КНУ, Београд
- 1992. — Прва награда на Октобарској изложби, Крушевац
- 1993. — Златна значка КПЗ Србије за допринос у култури, Београд
- 1998. — Награда за сликарство на пролећној изложби чланица УЛУС-а и УЛУПУДС-а, Крагујевац